# Bombylius kutshurganicus
Bombylius kutshurganicus är en tvåvingeart som beskrevs av Paramonov 1926. Bombylius kutshurganicus ingår i släktet Bombylius och familjen svävflugor. Inga underarter finns listade i Catalogue of Life.